# كينت كيسلر
كينت كيسلر (بالإنجليزية: Kent Kessler)‏ هو عازف جاز أمريكي، ولد في 28 يناير 1957 في كروفوردسفيل في الولايات المتحدة.

## وصلات خارجية
- كينت كيسلر على موقع ميوزك برينز (الإنجليزية)
- كينت كيسلر على موقع أول ميوزيك (الإنجليزية)
- كينت كيسلر على موقع ديسكوغز (الإنجليزية)